# Wojna jugurtyńska
Wojna jugurtyńska zwana też wojną z Jugurtą była konfliktem Rzymu z królem Numidii Jugurtą. Toczyła się w latach 111-105 p.n.e.

## Przyczyny wojny
Powodem wojny domowej, w którą następnie zaangażował się Rzym, był konflikt o władzę, który wybuchł w 118 p.n.e. pomiędzy synami zmarłego króla Numidii Micypsy – Hiempsalem i Adherbalem, a trzecim spadkobiercą tronu, doświadczonym dowódcą, adoptowanym przez króla, Jugurtą. Zamordował on Hiempasala, wobec czego Adherbal musiał ratować się ucieczką, początkowo do rzymskiej prowincji Afryka, a następnie do samego Rzymu. Zyskał tam przychylność senatu, którego wojna z ubogim i ciężkim dla prowadzenia walk krajem nie interesowała, i narzucono Jugurcie kompromis, na mocy którego podzielono kraj, przydzielając Adherbalowi stolicę – Cirtę. Jednak już wkrótce Jugurta złamał postanowienia owego kompromisu i zaatakował kraj swojego przybranego brata. Ten schronił się w Circie; rozpoczęło się oblężenie. Rzym odebrał kwestię ataku bez szczególnego oburzenia, jednak fakt istnienia dość dużej społeczności italskiej w owym mieście oraz dość dużych kontaktów handlowych doprowadziło do wysłania komisji pod przewodnictwem Skaurusa, mającej na celu osiągnięcie kompromisu z Jugurtą. Jednak kompromisu nie osiągnięto, a raczej Jugurta nie chciał go osiągnąć, gdyż był świadomy, że Skaurus nie może mu wypowiedzieć wojny, a senat tego pomysłu nie poprze. Powrócił więc do oblężenia miasta, które po pewnym czasie zdobył. Kazał wymordować wszystkich mężczyzn wraz z Adherbalem. Jednak jego pewność co do obojętności senatu nie sprawdziła się. Mord na mieszkańcach Cirty doprowadził do wypowiedzenia w 111 p.n.e. wojny, zwanej dziś wojną jugurtyńską.

## Przebieg działań wojennych

Numidia w latach 112–105 p.n.e. oraz główne bitwy wojny jugurtyńskiej

Dowództwo objął konsul Lucjusz Kalpurniusz Bestia. Osiągnął on kilkakrotnie powodzenie, ale fakt trudnych warunków do prowadzenia wojny na suchym i niedogodnym do walk terytorium Afryki doprowadził do podjęcia rokowań pokojowych, na mocy których Jugurta zobowiązywał się do wypłacenia kontrybucji, wydania zbiegów i słoni bojowych.
Fakt ten w Rzymie odebrano jako ewidentne przekupstwo Bestii. Wysłano do Jugurty pretora z zaproszeniem do Rzymu i prośbą złożenia wyjaśnień. Jugurta przybył do Rzymu, ale w chwili, kiedy zamierzał złożyć zeznania przed sądem ludowym, trybun ludowy z mocy przysługującej mu intercesji rozkazał mu zamilczeć. Było to oczywistym faktem na przekupienie, także owego trybuna, co jednak było dla Jugurty kolejnym jego sukcesem. Wkrótce jednak musiał uciekać z Rzymu, gdyż rozkazał zamordować wnuka Masynissy, Massiwę, który zaczął się starać o objęcie korony numidyjskiej.
Rok 110 p.n.e. był dla Rzymu niepomyślny; armia rzymska pod dowództwem legata Aulusa została rozbita pod Suthul i żeby uniknąć wycięcia w pień, zmuszona do hańbiącego przejścia pod jarzmem.

## Dowództwo Gajusza Mariusza i zakończenie wojny jugurtyńskiej
Senat owego pokoju nie przyjął i w 109 p.n.e. wybrano na konsula, a jednocześnie na dowódcę w wojnie z Jugurtą, Kwintusa Cecyliusza Metellusa. Jego zadanie było bardzo trudne, gdyż objął w dowództwo armię o niskim morale. W latach 109 p.n.e.-107 p.n.e. zdołał podbić całą Numidię, jednak nie udało mu się pojmać samego Jugurty. Wtedy jego oficer, Gajusz Mariusz zaczął zjednywać lokalnych ekwitów przeciwko nieudolnemu dowódcy i dzięki ich poparciu w Rzymie doprowadził do wybrania go na konsula w roku 107 p.n.e. i do objęcia dowództwa w wojnie. Lecz także jemu nie udało się pojmać Jugurty, wywołał nawet konflikt z jego teściem, królem Mauretanii Bokchusem. Ten jednak po pewnym czasie zdał sobie sprawę o wyższości sojuszu z Rzymem niż z bratobójczym Jugurtą. Zaproponował więc porozumienie z Rzymem i poprosił o przysłanie kwestora i najdzielniejszego oficera, za którego uznano Lucjusza Korneliusza Sullę. Jednocześnie Bokchus zaprosił do siebie Jugurtę i wtedy stanął przed problemem kogo zdradzić. Wybrał zdradę Jugurty jako stronnika niepewnego. Bokchus pojmał Jugurtę, a następnie wydał go na początku 106 p.n.e. Mariuszowi. Wojna jugurtyńska dobiegła końca.

## Sytuacja po wojnie jugurtyńskiej i triumf Mariusza
Przez dwa kolejne lata Mariusz pozostawał w Afryce porządkując sytuację po wojnie. Nie utworzono jednak z Numidii kolejnej prowincji rzymskiej. Jej zachodnią część oddano Bokchusowi w zamian za jego ustępliwość, wschodnią część ofiarowano wnukowi Masynissy, Gaudzie. W roku 104 p.n.e. Mariusz powrócił do Rzymu, gdzie odbył się uroczysty triumf, podczas którego przeprowadzono w kajdanach przed wielotysięcznym tłumem Rzymian pojmanego Jugurtę. Po zakończeniu uroczystości został zamordowany w więzieniu.

## Ważniejsze wydarzenia wojny z Jugurtą 111-105 p.n.e.
- 110 p.n.e. – bitwa pod Suthul
- 109 p.n.e. – bitwa nad rzeką Muthul
- 108 p.n.e. – szturm Zamy
- 107 p.n.e. – rebelia w Wadze
- 107 p.n.e. – zdobycie Thali
- 106 p.n.e. – bitwa pod Cyrtą